# Haggard (musikgrupp)
Haggard är ett tyskt symphonic metal/nyklassisk metal-band som grundades år 1989. De blandar klassisk musik och medeltidsmusik med melodisk death metal vilket ger dem ett väldigt unikt sound. De använder många instrument utöver de vanliga, som cello, violin, flöjt, oboe och slagverk vilket är ovanligt till och med bland andra symphonic metal-band. I deras musik kan man förutom growls höra sopran- och tenorstämmor.
I början spelade bandet inte symfonisk musik, utan ren death metal.

## Medlemmar
Nuvarande medlemmar
- Ferinda – cello
- Patricia Krug – cello
- Maurizio Guolo – trummor
- Anna Batke – flöjt
- Linda Antonetti – flöjt, oboe
- Cătălina Popa – flöjt
- Andreas Fuchs – valthorn, slagverk
- Ingrid Nietzer – cembalo, keyboard, orgel, piano
- Anne Eberlein – viola
- Aline Deinert – violin
- Ally Storch-Hukriede – violin
- Janika Groß – sång
- Tom – sång
- Luz Marsen – trummor, pukor (1989– )
- Asis Nasseri – gitarr, slagverk, sång (1989– )
- Fiffi Fuhrmann – fagott, krumhorn, sång (1994– )
- Hans Wolf – cembalo, keyboard, orgel, piano (1994– )
- Steffi Hertz – viola (1994– )
- Claudio Quarta – gitarr (2000– )
- Michael Stapf – piccolaflöjt, violin (2000– )
- Veronika Kramheller – sång (2003– )
- Michael Schumm – slagverk (2004– )
- Johannes Schleiermacher – (2004– )
- Ivica Kramheller – kontrabas (2004– )
- Susanne Ehlers – sång (2004– )
- Giacomo Astorri – basgitarr (2005– )
- Stefana Sabau – oboe (2009– )

Tidigare medlemmar
- Su Ehllers – sång (1998–2008)
- Kathrin Hertz – cello
- Katharina Quast – cello
- Markus Reisinger – gitarr, sång
- Agnes – oboe
- Taki Saile – piano, sång
- Doro – violin
- Vera Hoffmann – violin
- Nicolo – sång
- Manuela Kraller – sång
- Andreas Nad – basgitarr (1994–2004)
- Robert von Greding – klarinett (1994–2000)
- Florian Bartl – engelskt horn, oboe (1994–?)
- Christoph von Zastrow – flöjt (1994–2000)
- Danny Klupp – akustisk gitarr (1994–2000)
- Kathrin Pechlof – harpa (1994–2000)
- Karin Bodenmüller	– sång (1994–2000)
- Florian Schnellinger – sång (1997–2000)
- Sasema – sång (1997–1999)
- Gaby Koss – sång (1998–2004)
- Robin Fischer – basgitarr (2004–2005)
- Mark Pendry – klarinett (2004–?)
- Andreas Peschke – flöjt (2004–?)
- Andreas Hemberger – gitarr (2004–?)
- Judith Marschall – violin (2004–?)

Turnerande medlemmar
- Robin Fischer – basgitarr (2008)
- Nicole Ansperger – violin (2013)

## Diskografi
Demo
- 1992: Introduction (kassett)
- 1995: Once upon a December's Dawn (kassett)
- 1996: And Thou Shalt Trust… The Seer (kassett)

Studioalbum
- 1997: And Thou Shalt Trust… The Seer
- 2000: Awaking the Centuries
- 2004: Eppur Si Muove
- 2008: Tales of Ithiria

Livealbum
- 2001: Awaking the Gods, Live in Mexico

EP
- 1994: Progressive

Samlingsalbum
- 2009: Era Divina (CD + DVD)

Video
- 1998: In a Pale Moon's Shadow / A Midnight Gathering (DVD)

Annat
- 1993: This Stuff's 2 Loud 4 U (delad album: Haggard / Sacrosanct / Torchure / Panacea / Slack Suckers / Dancin' Dead)